# Otsego, Wisconsin
Otsego là một thị trấn thuộc quận Columbia, tiểu bang Wisconsin, Hoa Kỳ. Năm 2010, dân số của thị trấn này là 685 người.